# Futbol'nyj Klub Spartak Moskva 1988
Questa voce raccoglie le informazioni riguardanti lo Spartak Mosca nelle competizioni ufficiali della stagione 1988.

## Stagione
La stagione fu avara di soddisfazioni: in Europa lo Spartak fu eliminato al secondo turno di Coppa UEFA dal Werder Brema, mentre in patria non portò a casa trofei, raggiungendo il quarto posto in campionato che gli valse la qualificazione alla successiva Coppa UEFA. Fu l'ultima stagione con Beskov come allenatore.

## Rosa
| N. |                             | Ruolo | Calciatore                 |
| -- | --------------------------- | ----- | -------------------------- |
|    | Unione Sovietica (bandiera) | D     | Aleksandr Bokij            |
|    | Unione Sovietica (bandiera) | D     | Aleksandr Bubnov           |
|    | Unione Sovietica (bandiera) | C     | Fëdor Čerenkov             |
|    | Unione Sovietica (bandiera) | D     | Vagiz Chidijatullin        |
|    | Unione Sovietica (bandiera) | P     | Rinat Dasaev               |
|    | Unione Sovietica (bandiera) |       | Dmitrij Gradilenko         |
|    | Unione Sovietica (bandiera) |       | Sergej Gruničev            |
|    | Unione Sovietica (bandiera) | D     | Andrej Evgen'evič Ivanov   |
|    | Unione Sovietica (bandiera) |       | Vladimir Kapustin          |
|    | Unione Sovietica (bandiera) |       | Oleg Kužlev                |
|    | Unione Sovietica (bandiera) | C     | Evgenij Borisovič Kuznecov |
|    | Unione Sovietica (bandiera) |       | Andrej Mitin               |
|    | Unione Sovietica (bandiera) | C     | Aleksandr Mostovoj         |

| N. |                             | Ruolo | Calciatore                 |
| -- | --------------------------- | ----- | -------------------------- |
|    | Unione Sovietica (bandiera) |       | Sergej Michajlovič Novikov |
|    | Unione Sovietica (bandiera) | C     | Viktor Pasul'ko            |
|    | Unione Sovietica (bandiera) |       | Vladimir Pčel'nikov        |
|    | Unione Sovietica (bandiera) |       | Igor' Povaljaev            |
|    | Unione Sovietica (bandiera) | A     | Sergej Rodionov            |
|    | Unione Sovietica (bandiera) | C     | Igor' Šalimov              |
|    | Unione Sovietica (bandiera) | A     | Valerij Šmarov             |
|    | Unione Sovietica (bandiera) |       | Jurij Surov                |
|    | Unione Sovietica (bandiera) | D     | Jurij Susloparov           |
|    | Unione Sovietica (bandiera) |       | Vladislav Novikov          |
|    | Unione Sovietica (bandiera) | D     | Boris Kuznecov             |
|    | Unione Sovietica (bandiera) |       | Valerij Šikunov            |

## Risultati

### Campionato
| Mosca 9 marzo 1988 1ª giornata | Spartak Mosca | 2 – 0 referto | Qairat | Olimpijskij |

| Mosca 13 marzo 1988 2ª giornata | Spartak Mosca | 0 – 0 referto | Torpedo Mosca | Olimpijskij |

| Chabarovsk 19 marzo 1988 3ª giornata | Metalist | 2 – 0 referto | Spartak Mosca | Stadio Metalist |

| Kiev 27 marzo 1988 4ª giornata | Dinamo Kiev | 1 – 2 referto | Spartak Mosca | Stadio Olimpico |

| Mosca 9 aprile 1988 5ª giornata | Spartak Mosca | 2 – 2 referto | Šachtar | Olimpijskij |

| Dnepropetrovsk 17 aprile 1988 6ª giornata | Dnepr | 0 – 0 referto | Spartak Mosca |  |

| Odessa 21 aprile 1988 7ª giornata | Černomorec | 0 – 1 referto | Spartak Mosca |  |

| Mosca 4 luglio 1988 8ª giornata | Dinamo Mosca | 1 – 2 referto | Spartak Mosca | Stadio Dinamo |

| Baku 4 maggio 1988 9ª giornata | Neftçi Baku | 1 – 2 referto | Spartak Mosca |  |

| Mosca 13 maggio 1988 10ª giornata | Spartak Mosca | 3 – 0 referto | Dinamo Tbilisi | Stadio Dinamo |

| Mosca 22 maggio 1988 11ª giornata | Spartak Mosca | 1 – 1 referto | Ararat | Stadio Dinamo |

| Mosca 17 luglio 1988 12ª giornata | Lokomotiv Mosca | 2 – 2 referto | Spartak Mosca | RZD Arena |

| San Pietroburgo 25 luglio 1988 13ª giornata | Zenit Leningrado | 0 – 0 referto | Spartak Mosca |  |

| Mosca 9 luglio 1988 14ª giornata | Spartak Mosca | 4 – 2 referto | Dinamo Minsk | Stadio Dinamo |

| Mosca 13 luglio 1988 15ª giornata | Spartak Mosca | 1 – 1 referto | Žalgiris Vilnius | Stadio Dinamo |

| Tbilisi 31 luglio 1988 16ª giornata | Dinamo Tbilisi | 1 – 0 referto | Spartak Mosca | Stadio Dinamo |

| Erevan 4 agosto 1988 17ª giornata | Ararat | 1 – 0 referto | Spartak Mosca |  |

| Mosca 8 agosto 1988 18ª giornata | Spartak Mosca | 2 – 0 referto | Neftçi Baku | Stadio Dinamo |

| Mosca 13 agosto 1988 19ª giornata | Spartak Mosca | 1 – 0 referto | Dinamo Mosca | Stadio Dinamo |

| Mosca 20 agosto 1988 20ª giornata | Spartak Mosca | 2 – 2 referto | Dnepr | Stadio Dinamo |

| Donec'k 24 agosto 1988 21ª giornata | Šachtar | 0 – 0 referto | Spartak Mosca | Stadio Centrale Šachtar |

| Mosca 3 settembre 1988 22ª giornata | Spartak Mosca | 3 – 1 referto | Černomorec | Stadio Dinamo |

| Alma-Ata 17 settembre 1988 23ª giornata | Qairat | 1 – 3 referto | Spartak Mosca | Stadio Centrale di Kazan' |

| Mosca 25 settembre 1988 24ª giornata | Spartak Mosca | 2 – 1 referto | Metalist | Stadio Dinamo |

| Mosca 11 ottobre 1988 25ª giornata | Torpedo Mosca | 2 – 0 referto | Spartak Mosca | Stadio Torpedo |

| Mosca 22 ottobre 1988 26ª giornata | Spartak Mosca | 1 – 0 referto | Dinamo Kiev | Stadio Dinamo |

| Minsk 31 ottobre 1988 27ª giornata | Dinamo Minsk | 0 – 2 referto | Spartak Mosca | Stadio Dinamo |

| Vilnius 3 novembre 1988 28ª giornata | Žalgiris Vilnius | 2 – 0 referto | Spartak Mosca | Stadio Žalgiris |

| Mosca 14 novembre 1988 29ª giornata | Spartak Mosca | 1 – 1 referto | Lokomotiv Mosca | Olimpijskij |

| Mosca 19 novembre 1988 30ª giornata | Spartak Mosca | 1 – 1 referto | Zenit Leningrado | Olimpijskij |

### Kubok SSSR
| Mosca 5 giugno 1988 Terzo turno - andata | Spartak Mosca | 4 – 1 referto | Nyva Ternopil' | Stadio Torpedo |

| Ternopil'i 20 luglio 1988 Terzo turno - ritorno | Nyva Ternopil' | 1 – 0 referto | Spartak Mosca | Stadio Ternopol'skij gorodskoj |

| Mosca 12 settembre 1988 Ottavi di finale - andata | Spartak Mosca | 3 – 0 referto | Kolos Nikopol' | Stadio Dinamo |

| Nikopol' 30 settembre 1988 Ottavi di finale - ritorno | Kolos Nikopol' | 1 – 3 referto | Spartak Mosca | Stadio Ėlektrometallurg |

| Tbilisi 17 maggio 1989 Quarti di finale | Dinamo Tbilisi | 2 – 0 referto | Spartak Mosca | Stadio Dinamo |

### Kubok Federacii SSSR
| Mosca 3 aprile 1988, ore ?:? 1ª giornata | Spartak Mosca | 1 – 1 referto | Dinamo Mosca | Olimpijskij |

| Mosca 9 maggio 1988, ore ?:? 2ª giornata | Lokomotiv Mosca | 2 – 2 referto | Spartak Mosca | LFK CSKA |

| Mosca 29 maggio 1988, ore ?:? 3ª giornata | Torpedo Mosca | 0 – 3 referto | Spartak Mosca |  |

| Mosca 11 giugno 1988, ore ?:? 4ª giornata | Dinamo Mosca | 0 – 0 referto | Spartak Mosca |  |

| Mosca 14 novembre 1988, ore ?:? 5ª giornata | Spartak Mosca | 8 – 1 referto | Lokomotiv Mosca |  |

| Mosca 14 novembre 1988, ore ?:? 6ª giornata | Spartak Mosca | 1 – 1 referto | Dinamo Mosca |  |

| Mosca 28 agosto 1988, ore ?:? Quarti di finale | Spartak Mosca | 3 – 2 referto | Černomorec | Olimpijskij |

| Baku 16 ottobre 1988, ore ?:? Semifinale | Neftçi Baku | 2 – 1 referto | Spartak Mosca |  |